# Erik Expósito
Erik Alexander Expósito Hernández (ur. 23 czerwca 1996 w Santa Cruz de Tenerife) – hiszpański piłkarz występujący na pozycji napastnika, od 2024 w katarskim Al Ahli. Wicemistrz Polski 2023/2024 ze Śląskiem Wrocław i król strzelców Ekstraklasy tego sezonu.

## Kariera klubowa
Seniorską karierę rozpoczął w 2015 roku w Atlético Malagueño. Od 2016 roku występował w UD Las Palmas. Początkowo grał w rezerwach klubu, zaś w roku 2017 zadebiutował w Primera División. Ogółem w najwyższej hiszpańskiej klasie rozgrywkowej rozegrał dwanaście spotkań, strzelając jedną bramkę (przeciwko Celcie Vigo w przegranym 1:2 meczu 5 marca 2018). W 2019 roku został piłkarzem Śląska Wrocław (umowa do 2022). 21 września 2019 roku zdobył hat tricka w zremisowanym 4:4 meczu z Zagłębiem Lubin.
Po zakończeniu sezonów 2021/2022 i 2022/2023 na ostatnim bezpiecznym miejscu przed spadkiem, Expósito jako kapitan drużyny poprowadził Śląsk do drugiego miejsca w Ekstraklasie w sezonie 2023/2024. W tym czasie strzelił 19 goli w 33 meczach, co uczyniło go najlepszym strzelcem ligi. Za te osiągnięcia został uznany za Napastnika Sezonu Ekstraklasy. 7 czerwca 2024 roku ogłosił, że opuści klub po wygaśnięciu kontraktu pod koniec miesiąca.
11 czerwca 2024 roku ogłoszono, że od 1 lipca dołączy do katarskiego klubu Umm Salal. Jednak umowa szybko się rozpadła i Expósito stał się wolnym agentem 30 czerwca. Ostatecznie, 4 lipca 2024 roku, podpisał trzyletni kontrakt z Al Ahli, kontynuując karierę w Katarze.

## Statystyki ligowe
Stan na 1 czerwca 2024 roku.
| Sezon         | Klub               | Liga             | Mecze | Gole |
| ------------- | ------------------ | ---------------- | ----- | ---- |
| 2015/2016 (j) | Atlético Malagueño | Tercera División | 1     | 0    |
| 2015/2016 (w) | Rayo Cantabria     | Tercera División | 18    | 6    |
| 2016/2017     | UD Las Palmas      | Primera División | 2     | 0    |
| 2017/2018     | UD Las Palmas      | Primera División | 10    | 1    |
| 2018/2019     | Córdoba CF         | Segunda División | 7     | 0    |
| 2019/2020     | Śląsk Wrocław      | Ekstraklasa      | 35    | 8    |
| 2020/2021     | Śląsk Wrocław      | Ekstraklasa      | 27    | 9    |
| 2021/2022     | Śląsk Wrocław      | Ekstraklasa      | 28    | 11   |
| 2022/2023     | Śląsk Wrocław      | Ekstraklasa      | 29    | 7    |
| 2023/2024     | Śląsk Wrocław      | Ekstraklasa      | 33    | 19   |

## Sukcesy
- król strzelców Ekstraklasy: 2023/24